# Strygejern
Et strygejern er et apparat, der benyttes efter vask til at udglatte stof og klædestykker ved at fjerne rynker og folder ved hjælp af tryk, varme og evt. vanddamp. Det består af en varmeplade og et håndtag. Et strygejern benyttes som regel sammen med et strygebræt, hvorpå det klæde der skal stryges, ligger.
Tidlige strygejern blev fremstillet af støbejern. De bestod af en flad jernblok med et håndtag, som blev varmet op i ilden og derefter brugt til strygningen. Senere versioner af strygejernet bestod af en flad jernkasse, hvori der blev fyldt varme trækul.
Det elektriske strygejern blev opfundet i 1882 af Henry W. Seeley, en opfinder fra New York. Seeley fik patent på sin opfindelse den 6. juni 1882. Seelys strygejern vejede ca. 6,5 kg og tog lang tid at varme op og vandt aldrig genklang på markedet. Dampstrygejernet blev opfundet af Max Skolnik som tog patent på det i Chicago i 1934. I 1938 solgte han enerettighederne til firmaet the Steam-O-Matic Corporation of New York. Dette var det første strygejern, der blev populært i den brede befolkning og førte til at dampstryging blev almindeligt udbredt i 1940'erne og 1950'erne.

Moderne strygejern er ikke længere fremstillet af jern, men i stedet aluminium eller rustfrit stål, og opvarmes af en elektrisk strøm. Dampstrygejernet har en indbygget vandbeholder og en forstøver, som benyttes til at fugte klædet.
Et moderne strygejern kan indstilles til forskellige temperaturer, således at et materiale ikke får mere varme, end det kan tåle. F.eks. tåler silke ikke ret høje temperaturer, hvorfor silkestof vil smelte, hvis det stryges med et strygejern, der er for varmt. De fleste klædestykker har derfor i vaskeanvisningen et piktogram med angivelse af, om det kan tåle at blive strøget og ved hvilken temperatur.

## Galleri
- Gammeldags strygejern
- Et trækulsstrygejern
- Moderne dampstrygejern

## Eksterne links
- Wikimedia Commons har flere filer relateret til Strygejern